# Callithrix leucippe
Mico leucippe · Ouistiti blanc-doré
Espèce
Synonymes
- Callithrix leucippe

Statut de conservation UICN

 VU A2c : Vulnérable
Statut CITES
Le Ouistiti blanc-doré (Mico leucippe ou Callithrix leucippe) est une espèce de primate de la famille des Callitrichidae.

## Autres noms
Golden-white bear-ear marmoset, white marmoset. Sagui-branco (Brésil).

## Distribution
Nord du Brésil au sud de l’Amazone. Occupe dans le Pará une petite zone située juste au sud d’Itaituba, délimitée par le Rio Tapajós à l’ouest, le Rio Cuparí à l’est, le Rio Jamanxim au sud, la confluence du Tapajós-Cuparí au nord.

## Hybridation
Aucune.

## Habitat
Forêt tropicale de plaine.

## Description
Corps et queue blanc crème. Jarrets, pieds et dans une moindre mesure mains teintés d’orangé pâle. Face et oreilles nues et roses.

## Mensurations
Corps 23,7 cm. Queue 31,3 cm.

## Locomotion
Quadrupède.

## Comportements basiques
Diurne et arboricole.

## Alimentation
Frugivore, gommivore et insectivore.

## Menaces
Déforestation, constructions humaines, Transamazonienne et autoroute Cuiabá-Santarém. Il n’est pas chassé mais parfois capturé comme animal de compagnie.

## Conservation
PN d’Amazonie (partie orientale), au Brésil.

## Statut
Insuffisamment documenté.